# Acquisti esentasse
Gli acquisti esentasse, conosciuti anche con l'espressione inglese tax free shopping, consentono ai viaggiatori di recuperare, passando attraverso la dogana, l'IVA pagata sugli acquisti effettuati all'interno del Paese in cui hanno soggiornato. Si tratta di un'importante misura di stimolo del commercio internazionale, volta ad attirare consumatori e favorire il turismo.
Dei 174 Paesi che applicano l'IVA al 1 ottobre 2022, circa 50 consentono acquisti esentasse ai visitatori stranieri.
In Italia lo shopping esentasse è regolato dall'art.38 quater del DPR n.633/72 ed è possibile solo ai non residenti nell'Unione europea per l'acquisto in negozio (gli acquisti via ecommerce sono esclusi). L'Agenzia delle Dogane e dei Monopoli ha messo a disposizione un sistema chiamato "OTELLO" (Online Tax Refund at Exit: Light Lane Optimization) per digitalizzare il processo di apposizione del “visto doganale” sulla fattura tax free, al fine di avere diritto allo sgravio diretto o al rimborso successivo dell’IVA gravante sui beni acquistati sul territorio nazionale da soggetti domiciliati o residenti fuori dall’UE.
Ci sono aziende operanti a livello internazionale che si occupano del rimborso dell'IVA ai turisti. Le principali sono Global Blue, Planet e Global Tax-Free. I negozi che offrono il servizio spesso espongono in vetrina la dicitura "tax free shopping".